# Афанасьев, Александр Фадеевич
Алекса́ндр Фаде́евич Афана́сьев (1909—1984) — старший сержант Рабоче-крестьянской Красной Армии, участник Великой Отечественной войны, Герой Советского Союза (1943).

## Биография
Александр Афанасьев родился 22 марта 1909 года в селе Высокое Медвенской волости Обоянского уезда Курской губернии (ныне — Медвенский район Курской области) в русской крестьянской семье. После окончания пяти классов работал сначала в родном селе, затем монтёром в городе Константиновка Донецкой области. В 1931 году был призван на службу в Рабоче-крестьянскую Красную Армию, в 1934 году демобилизован. В 1943 году был повторно призван в Красную Армию. С марта 1943 года — на фронтах Великой Отечественной войны. К осени 1943 года сержант Александр Афанасьев командовал отделением автоматчиков 985-го стрелкового полка 226-й стрелковой дивизии 60-й армии Центрального фронта. Отличился во время битвы за Днепр.
26 сентября 1943 года Афанасьев первым из своего взвода форсировал Днепр. В составе роты отделение под его командованием освобождало село Толокунская Рудня Вышгородского района Киевской области, уничтожив в бою много немецких солдат и офицеров.
Указом Президиума Верховного Совета СССР от 17 октября 1943 года сержант Александр Афанасьев был удостоен высокого звания Героя Советского Союза с вручением ордена Ленина и медали «Золотая Звезда».
В конце 1945 года в звании старшего сержанта Афанасьев был демобилизован. После демобилизации жил и работал в Москве. Умер 3 февраля 1984 года. Похоронен на Кузьминском кладбище.
Был также награждён орденом Отечественной войны 1-й степени, рядом медалей.